# Żarnowo (powiat pyrzycki)
Żarnowo (nazwa przejściowa – Zaścianek) – osada w Polsce położona w województwie zachodniopomorskim, w powiecie pyrzyckim, w gminie Lipiany. Miejscowość wchodzi w skład sołectwa Miedzyn.
W latach 1975–1998 miejscowość administracyjnie należała do województwa szczecińskiego.